# Игл Рок (Мисури)
Игл Рок (енгл. Eagle Rock) насељено је место без административног статуса у америчкој савезној држави Мисури.

## Демографија
По попису из 2010. године број становника је 199.
| Група             | 2000.    | 2010.       |
| Белци             | 0 (0,0%) | 187 (94,0%) |
| Афроамериканци    | 0 (0,0%) | 0 (0,0%)    |
| Азијати           | 0 (0,0%) | 0 (0,0%)    |
| Хиспаноамериканци | 0 (0,0%) | 9 (4,5%)    |
| Укупно            | 0        | 199         |